# Phyllodytes punctatus
Espèce
Statut de conservation UICN

 DD  : Données insuffisantes
Phyllodytes punctatus est une espèce d'amphibiens de la famille des Hylidae.

## Répartition
Cette espèce est endémique du Sergipe au Brésil. Elle se rencontre du niveau de la mer jusqu'à 550 m d'altitude dans la forêt atlantique à Santo Amaro das Brotas,.

## Publication originale
- Caramaschi & Peixoto, 2004 : A new species of Phyllodytes (Anura: Hylidae) from the state of Sergipe, northeastern Brazil. Amphibia-Reptilia, vol. 25, no 1, p. 1-7.